# Sumpfwölfe
Die Sumpfwölfe (Hygrolycosa) bilden eine Gattung innerhalb der Familie der Wolfspinnen (Lycosidae), die wiederum zur Ordnung der Webspinnen zählt. Die mit insgesamt fünf Arten sehr kleine Gattung ist paläarktisch verbreitet und ihre allesamt hygrophile (feuchtigkeitsliebende) Arten bewohnen demnach bevorzugt feuchtere Habitate (Lebensräume). Mit Ausnahme des Trommelwolfs (H. rubrofasciata), der einzigen auch in Mitteleuropa vorkommenden Art der Gattung, sind die Sumpfwölfe wenig erforscht.

## Merkmale
Bei den Sumpfwölfen handelt es sich um mittelgroße Echte Webspinnen (Araneomorphae). Der Carapax (Rückenschild des Prosomas, bzw. Vorderkörpers) weist einen dunklen Streifen inmitten eines blassen Bandes in Längsrichtung auf. Der kephale (am Kopf gelegene) Bereich ist verglichen mit denen anderer Wolfspinnen (Lycosidae) wenig erhöht und an beiden Seiten abfallend gebaut. Die anteriore (vordere) Augenreihe verläuft entweder gerade oder prokurv (nach vorne gebogen) sowie entweder kürzer oder gleich so lang wie die posteriore (hintere) Augenreihe. Der Clypeus (Abschnitt zwischen dem anterioren Augen und dem Carapax) ist kürzer als der Durchmesser der anterior medianen (mittleren) Augen. Die Cheliceren (Kieferklauen) besitzen je drei Zähne auf der retromarginalen (innen rückseitigen) Fläche.
Die Beine des ersten Paares weisen jeweils zwei Stacheln an deren prolateralen (vorne seitlichen) Spitzenbereichen an den Femora (Schenkel) auf. Darüber hinaus haben die Tibien (Schienen) selbigen Beinpaares je vier Stacheln, die dort reihenweise an der prolateralen Fläche angeordnet sind. Die Pedipalpen (umgewandelte Extremitäten im Kopfbereich) besitzen bei den Männchen jeweils zwei Stacheln.
Die Sumpfwölfe können leicht mit den zur gleichen Familie zählenden Laufwölfen (Pardosa) verwechselt werden, die einen ähnlich erhöhten kephalen Bereich haben. Allerdings weisen die Laufwölfe größere Anzahl Stacheln an den Beinen und weniger abfallende Flanken am Carapax auf.

## Verbreitung und Biologie
Alle Arten der Sumpfwölfe sind ausnahmslos in der Paläarktis verbreitet. Dort bewohnen die hygrophilen (feuchtigkeitsliebende) Spinnen überwiegend feuchtere Habitate (Lebensräume). Teilweise sind sie auch in Graslandschaften vorkommend.
Der Eikokon hat eine linsenförmige Gestalt und eine weiße oder gelblichweiße Farbe. Dazu ist ein weißer Saum vorhanden. Auch durch diese Eigenschaft können die Sumpfwölfe von den Laufwölfen (Pardosa) unterschieden werden, deren Eikokon grünblau gefärbt ist und einen weniger weißlichen Saum aufweist.

## Systematik
Die Systematik der Sumpfwölfe wurde mehrfach geändert. Der Gattungsname Hygrolycosa ist eine abgewandelte Zusammensetzung aus den altgriechischen Wörtern hygro, das sich in „feucht“ oder „nass“ übersetzen lässt und lykos, das übersetzt „Wolf“ bedeutet, zusammen. Die  Typusart der Sumpfwölfe ist der Trommelwolf (H. rubrofasciata).

### Beschreibungsgeschichte und die BezeichnungHydrolycosa
Die Gattung der Sumpfwölfe wurde 1908 von Friedrich Dahl erstbeschrieben. Lodovico di Caporiacco bezeichnete die Gattung 1948 als Hydrolycosa, was 1955 von Carl Friedrich Roewer validiert und somit bekräftigt wurde. Paolo Marcello Brignoli verwies 1983 auf diese laut ihm fehlerhafte Bezeichnung, sodass die Gattung seitdem wieder unter der wissenschaftlichen Bezeichnung Hygrolycosa geführt wird.

### Anerkannte und transferierte Arten
Die Gattung der Sumpfwölfe umfasst 5 Arten. Diese und ihre geographischen Verbreitungen sind:
- H. alpigena Yu & Song, 1988 – China
- Trommelwolf (H. rubrofasciata (Ohlert, 1865)) – Paläarktis
- H. strandi Caporiacco, 1948 – Griechenland
- H. tokunagai Saito, 1936 – China
- H. umidicola Tanaka, 1978 – Japan, evtl. Korea.

5 weitere Arten galten einst als zu den Sumpfwölfen zugehörig, wurden jedoch mittlerweile transferiert. Die Arten sind:
- H. aspersa (Hentz, 1844) = Tigrosa aspersa
- H. crispipes (L. Koch, 1877) = Hogna crispipes
- H. figurata (Simon, 1876) = Arctosa figurata
- H. ligulacea (Qu, Peng & Yin, 2009) = Artoria ligulacea
- H. workmani (Strand, 1909) = Arctosa workmani